# Razer Game Booster
 Razer Game Booster — программа, разработанная компанией IObit в сотрудничестве с Razer, для повышения производительности системы и оптимизации игрового процесса, за счёт отключения процессов и служб. Распространяется бесплатно.

## Функции
- Переход в «игровой режим» с отключением незадействованных приложений и очисткой оперативной памяти
- Съёмка видео, аудио и скриншотов
- Дефрагментация игровых папок и файлов
- Автоматический поиск и обновление драйверов
- Загрузка дополнительного ПО
- Улучшение интернет соединения для плавности в сетевых играх.

## Описание
Game Booster позволяет отключить и освободить оперативную память от ненужных приложений, системных процессов и служб, таким образом освобождая системные ресурсы для игры. Для ускорения также может быть применена дефрагментация файлов, связанных с играми, что ускоряет время работы с ними.

## Критика
«Использовать Razer Game Booster имеет смысл на относительно слабых компьютерах, когда освобождение системных ресурсов в виде оперативной памяти и процессора даст возможность игре работать лучше. Если же у Вас мощный процессор, много оперативной памяти, хорошая видеокарта, то данная программа практически никаких улучшений не покажет» .